# Рудолф фон Щолберг-Вернигероде
Рудолф фон Щолберг-Вернигероде (на немски: Rudolf, Graf zu Stolberg-Wernigerode; * 29 август 1809, Вернигероде; † 26 май 1867, Гедерн, Хесен) е граф на Щолберг-Вернигероде и господар на Гедерн. Той е политик и народен представител, от 1844 г. член на Първата камера в Народното събрание (Landtag) на Велико херцогство Хесен в Дармщат.

## Биография
Той е най-малкият син на граф Хайнрих фон Щолберг-Вернигероде-Гедерн (1772 – 1854) и първата му съпруга принцеса Каролина Александрина Хенриета Жанета (Жѐни) фон Шьонбург-Валденбург (1780 – 1809), дъщеря на 1. княз Ото Карл Фридрих фон Шьонбург-Валденбург (1758 – 1800) и графиня Хенриета Елеанора Елизабет Ройс-Кьостриц (1755 – 1829). Баща му Хайнрих фон Щолберг-Вернигероде се жени втори път 1810 г. в Берлин за фрайин Еберхардина фон дер Реке (1785 – 1851), дъщеря на пруския държавен министър фрайхер Еберхард фон дер Реке (1744 – 1816).
Най-големият му брат Херман фон Щолберг-Вернигероде (1802 – 1841) е наследствен граф на Щолберг-Вернигероде. Брат му Бото фон Щолберг-Вернигероде (1805 – 1881) е историк.
Рудолф фон Щолберг-Вернигероде е 1844 – 1849 г., като заместник на баща си, член на Първата камера в 10. – 11. Ландтаг на Великото херцогство Хесен, 1856 – 1858 г. заместник на брат си граф Бото фон Щолберг-Вернигероде член на Първата камера в 15. Ландтаг на Великото херцогство Хесен в Дармщат. От 1859 до 1866 г. Рудолф е опекун на племенника си граф Ото фон Щолберг-Вернигероде (1837 – 1896) и член на Първата камера в 16. – 18. Ландтаг на Великото херцогство Хесен в Дармщат.
Рудолф фон Щолберг-Вернигероде умира на 57 години на 26 май 1867 г. в Гедерн.

## Фамилия
Рудолф фон Щолберг-Вернигероде се жени на 28 октомври 1851 г. в Петерсвалдау за графиня Августа фон Щолберг-Вернигероде (* 12 януари 1823; † 10 декември 1864, Вюрцбург), дъщеря на граф Фердинанд фон Щолберг-Вернигероде (1775 – 1854) и графиня Мария Агнес Каролина фон Щолберг-Щолберг (1785 – 1848). Те имат четири деца:
- Кристина (* 13 септември 1853, Гедерн; † 20 март 1933, Зомерхаузен), омъжена на 22 септември 1874 г. в Илзенбург за наследствен граф Фридрих Райнхард Албрехт фон Рехтерен-Лимпург-Шпекфелд (* 3 юли 1841; † 29 юли 1893), син на граф Фридрих Лудвиг фон Рехтерен-Лимпург-Шпекфелд (1811 – 1909) и графиня Луитгарда Луиза Шарлота фон Ербах-Фюрстенау (1817 – 1897), дъщеря на граф Албрехт фон Ербах-Фюрстенау; има 6 деца
- Хайнрих фон Щолберг-Вернигероде-Щапелбург (* 10 август 1855, Гедерн; † 30 август 1904, Хайделберг), граф на Щолберг-Вернигероде, става на 30 октомври 1893 г. господар фон Щапелбург, женен за Аделхайд Бюргерс (* 20 януари 1870, Кил); няма деца
- Йоханес (* 12 юли 1858, Гедерн, Ветерау-Фогелсберг; † 23 декември 1880, Вернигероде)
- Мария (* 30 април 1863, Гедерн; † 3 юни 1863, Гедерн)